# La Covalta
La Covalta  est un site archéologique situé dans la commune d'Albaida (comarque de Vall d'Albaida) dans la province de Valence,.
Le site préhistorique correspond à un établissement humain ibérique de la tribu des Contestani habité entre les VIe et IIIe siècles av. J.-C. Il a été fouillé au début du XXe siècle par l'archéologue et fondateur du Service de Recherche Préhistorique de Valence Isidro Ballester Tormo (es)

## Localisation et géographie

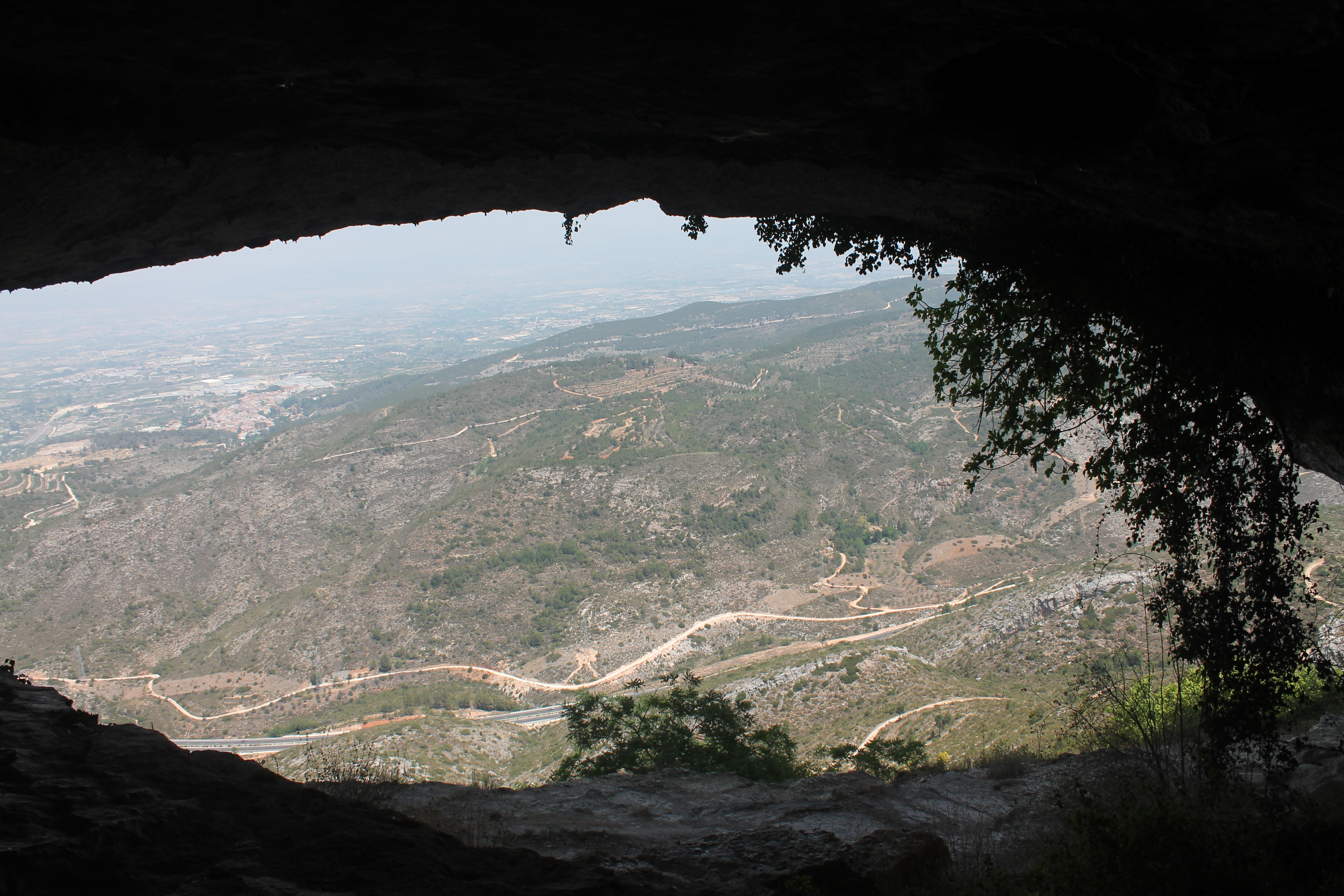
Vue de la vallée depuis Cava Alta.

Le site archéologique de La Covalta est situé au sommet de la montagne du même nom, à 893 m d'altitude, dans la partie la plus orientale de la Sierra de Agullent. Depuis le site, on contrôle le passage naturel du Vall d'Albaida, l'une des voies d'accès fondamentales de la côte méditerranéenne à l'intérieur des terres, ainsi que de la vallée des Agres dans sa partie sud, séparant les provinces de Valence et d'Alicante.
Elle tire son nom d'une grotte naturelle connue sous le nom de Cova Alta, caractéristique d'un terrain dans lequel prédomine le modelage karstique avec des écoulements d'eaux souterraines ; Celle-ci est située quelques mètres en contrebas du site, au pied de l'escarpement qui en interdit l'accès sur son côté nord-ouest, à 821 m d'altitude. Quelques recherches archéologiques ont été réalisées dans cette grotte au début du XXe siècle, mais aucune preuve archéologique n'a été retrouvée. Malgré cela, elle remplit toutes les conditions nécessaires pour avoir été utilisée par les Ibères, compte tenu de son accès difficile, de sa taille et de son éloignement de l'habitat et la présence d'une source dans la grotte elle-même la rendent adaptée à cet effet.
Le village est situé sur un plateau légèrement vallonné et difficile d'accès en raison des grands escarpements, sauf pour la Valleta d'Agres. Leur position géographique était favorable à la défense.

## Interventions et publications archéologiques
Les travaux archéologiques de La Covalta ont été réalisés dans le premier tiers du  XXe siècle (1907-1920) par l'archéologue valencien Isidro Ballester Tormo, devenant ainsi la première ville ibérique valencienne fouillée. Plus de quatre-vingt-trois pièces rectangulaires ont été fouillées, en plus du mur de plus de trois mètres de large qui protégeait la ville dans sa partie orientale et de deux portes d'accès à la ville, une à l'est et une autre à l'ouest.

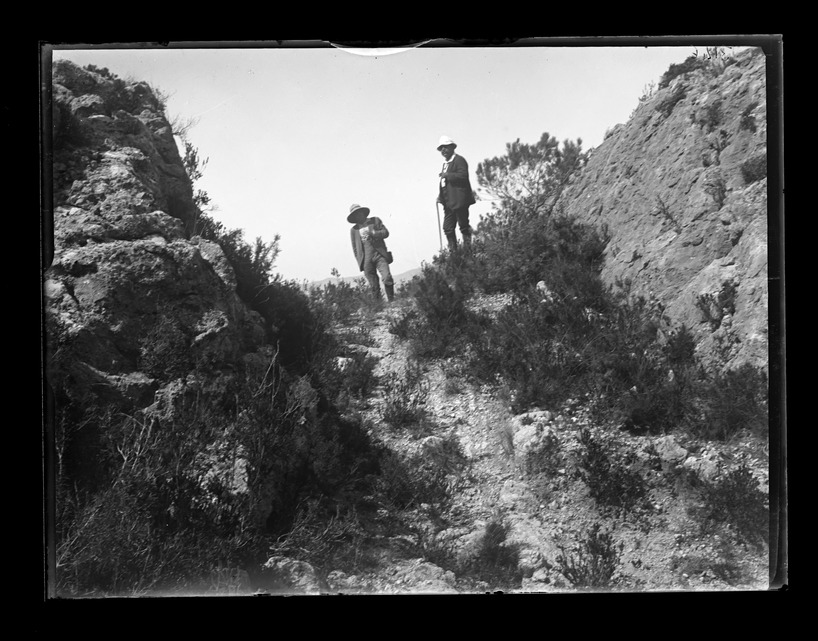
Chemin d'accès à la porte est du site de La Covalta en 1919.

Isidro Ballester n'a jamais publié toutes les découvertes, mais il en a permis l'accès à toute personne se rendant dans sa maison d'Atzeneta d'Albaida, où il les a exposées dans des vitrines, jusqu'à ce qu'en 1949, il en fasse finalement don au Service de recherches préhistoriques de Valence.
D'autres auteurs ont également publié des documents de La Covalta comme Maria Angeles Vall Ojeda en 1969, qui se concentre sur l'étude de la tête en pâte de verre et en 1971, sur l'habitat et la céramique laquée noire. En plus elle a publié  la planimétrie réalisée par Mariano Jornet lors des campagnes de fouilles parrainées par Ballester.
D'autres auteurs qui se sont concentrés sur le site de La Covalta ont été Manuela Raga, qui a réalisé sa thèse de licence en 1994 dirigée par l'archéologue Carmen Aranegui sur une étude complète de la culture matérielle du site, en réalisant un inventaire détaillé et complet des matériaux. Deux ans plus tard, en 1996, le Département de la Culture, de l'Éducation et des Sciences du Gouvernement valencien lui a confié la réalisation d'une nouvelle planimétrie du site, en révisant la précédente réalisée par Mariano Jornet, conformément à l'état de l'agglomération qui reflétait quelles structures, après la propreté et l'adaptation de la surface du sommet, restaient debout et pouvaient être appréciées.

## L'oppidum ibérique

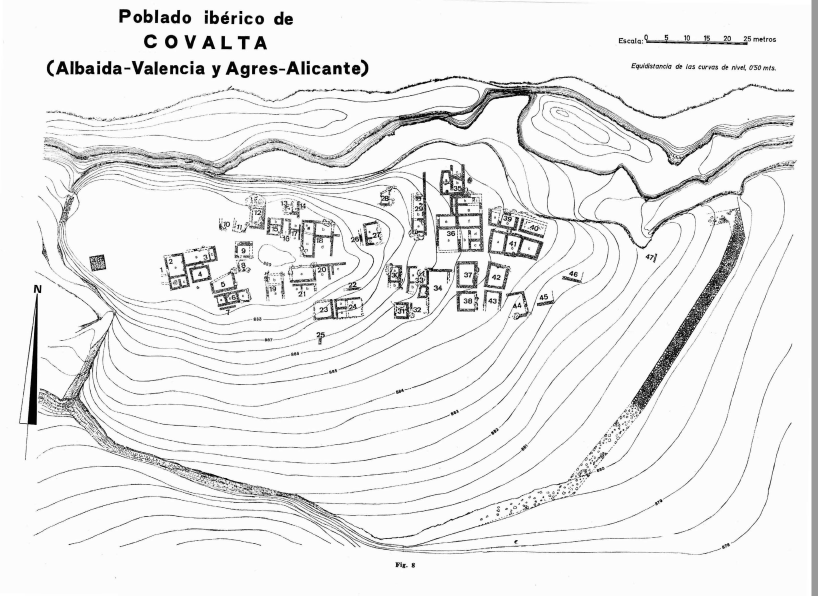
Planimétrie de La Covalta réalisée par Mª A. Vall de Pla (1971).

L'urbanisme de l'agglomération présente les caractéristiques communes aux autres communes de la zone valencienne. Elle est entourée uniquement d'une puissante muraille sur ses côtés est et sud, dont l'accès était plus facile car elle est en grande partie défendue par de puissants escarpements. Le mur, construit avec des pierres brutes de taille moyenne, a une longueur totale de 320 m et une largeur d'environ 3 m sur toute sa longueur. Sa défense était complétée par une tour autonome, située dans le périmètre dans sa partie la plus occidentale, dont la fonction serait la surveillance et la communication. Son accès se faisait par deux entrées, presque opposées, qui sont la porte ouest au nord-ouest et la porte est, à l'extrémité nord du mur.
Au sein de l'oppidum, Isidro Ballester a fouillé la zone d'habitation, organisée autour d'une rue perpendiculaire du nord au sud. Les maisons sont rectangulaires, construites en pierre et finies en pisé, dont la partie intérieure était enduite d'une couche de chaux, parfois peinte. Le toit des maisons était construit avec une charpente de roseaux et de branches recouvertes de boue pour empêcher l'eau de s'infiltrer. Le sol était en pisé ou, dans certains cas, recouvert de dalles de pierre. À l’intérieur des maisons, ses habitants allumaient des feux, à la fois pour cuisiner et pour se réchauffer. Quant aux sépultures, aucune donnée n'est encore connue, à l'exception d'une incisive et de fragments de pariétal de nouveau-né, bien qu'elles puissent être localisées dans la zone non fouillée.

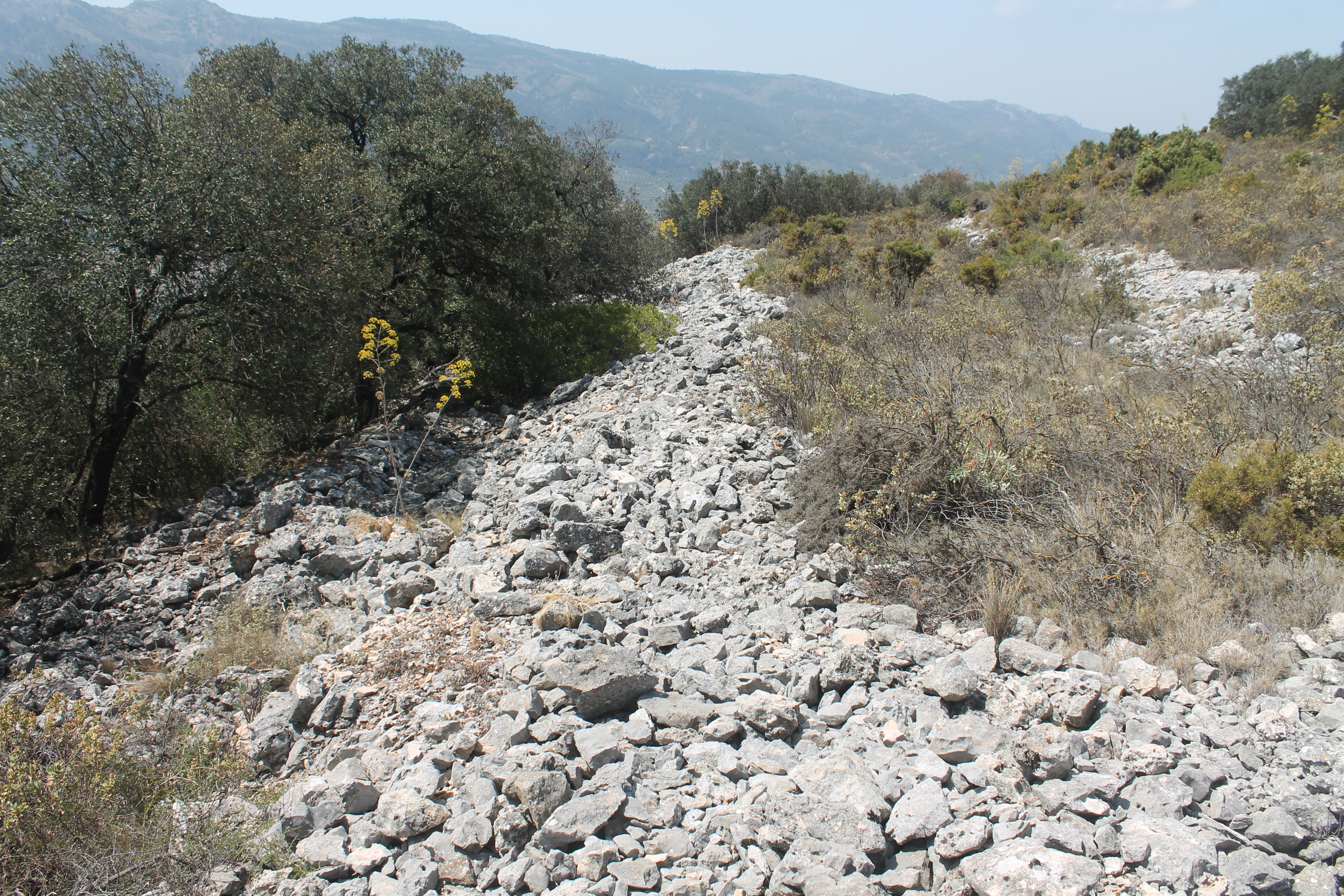
Muraille de La Covalta.

La ville était alimentée en eau grâce à deux citernes de forme ovale, qui stockaient l'eau de pluie, évitant ainsi les inondations de la ville. De plus, il y avait de l'eau en abondance dans ses environs qui serait également utilisée par les habitants de la région. Probablement, l'une de ses activités économiques serait la métallurgie du fer, puisque, au sud-ouest du plateau, se trouve une mine de fer qui a probablement été exploitée lors de son développement. La présence d'un grand nombre d'objets en fer destinés à des activités économiques telles que l'agriculture ou la production de tissus et des scories de fer abondantes dans le site peuvent être un indice de cette exploitation à l'époque ibérique.

## Chronologie et occupation du site

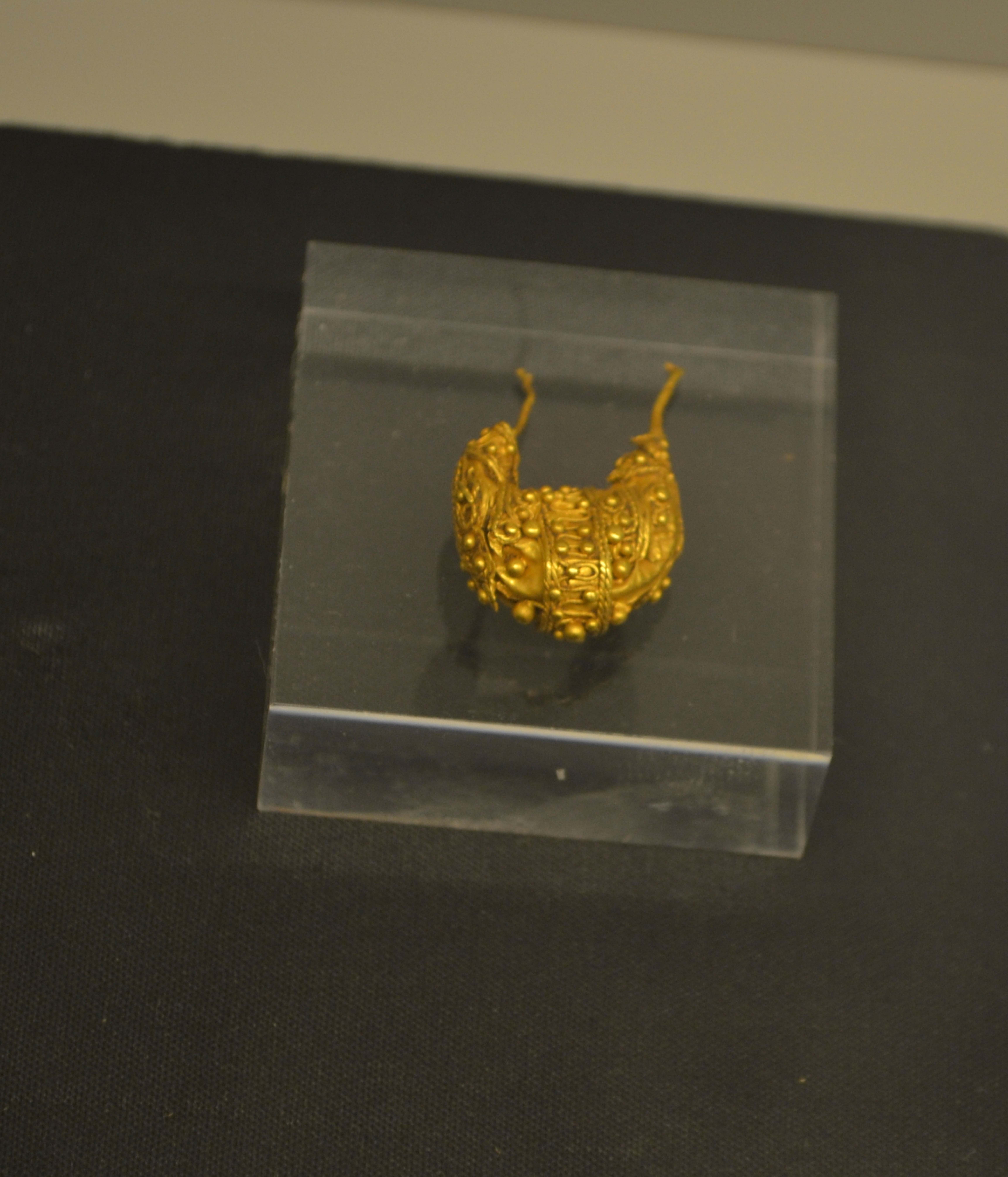
Pendentif en or.

D'après les matériaux, le site était peuplé depuis le début du VIe siècle av. J.-C. pour être abandonné au milieu du IIIe siècle av. J.-C. et réoccupé à l'époque médiévale de manière spécifique, comme le démontrent certains matériaux. L'apparition de deux fragments d'amphores phéniciennes de type Trayamar I, de céramiques fabriquées à la main et d'une fibule à double ressort a fait avancer la chronologie avant l'époque ibérique ancienne. Les céramiques vernis noir marquent la chronologie jusqu'au milieu du IIIe siècle av. J.-C..
La Covalta aurait pu être abandonnée en raison d'un changement de mentalité survenu au IIIe siècle av. J.-C., pour lequel ses habitants se rendirent ailleurs. Il ne s'agit que d'une hypothèse puisque aucune autre fouille n'a été effectuée sur le site et qu'il n'y a aucune preuve de destruction violente ou d'un incendie qui aurait détruit la ville et contraint ses habitants à partir.

## Matériel archéologique
Les trouvailles fournies par ce site est nombreuse et très variée, la céramique se distinguant pour l'essentiel.

### Céramique
Les céramiques trouvées dans ce site sont principalement de deux types : les céramiques ibériques de haute qualité et les céramiques importées, bien qu'il existe également des céramiques ibériques plus grossières fabriquées à la main et au tour de portier. Quant à la céramique ibérique, elle est la plus abondante, dont les formes les plus courantes sont des verres, des assiettes et des cruches de haute qualité, avec une décoration typique de bandes peintes de couleur brun rougeâtre, toutes deux avec une seule couleur appliquée sur différents intensités comme polychromes, présentant le fond en blanc et le décor en brun rougeâtre ou orange. En plus de ce décor rubané, d'autres motifs décoratifs apparaissent, où l'on constate une certaine évolution. Durant la seconde moitié du Ve jusqu'au IVe siècle av. J.-C., la décoration est simple avec des bandeaux, des cercles concentriques, des arcs, etc. cela se combine dans le IIIe siècle av. J.-C. avec des formes plus complexes et élaborées, comprenant des décorations végétales et zoomorphes, comme celles des poissons et des céphalopodes. Les formes les plus courantes de poteries grossières sont les pots, tasses, assiettes et couvercles, décorés de triangles enchaînés ou de lignes incisées, de mamelons ou de cordons et dont la pâte est foncée et non raffinée. Il se distingue une pièce appelée tapaderita de cuernecillos, avec une pâte très grossière et une typologie de culture de Hallstatt.
Les céramiques importées proviennent de divers endroits. D'une part, des céramiques à figures rouges des Ve et IVe siècles av. J.-C., aux formes typiques du monde grec, décoré de motifs figuratifs d'athlètes préparés au sport, entre autres. En revanche, ils reçoivent des céramiques campaniennes au vernis noir provenant de divers ateliers. Aux Ve et IVe siècles av. J.-C. ils importèrent de la céramique attique à figures noires décorée de manière incisée ou peinte et au IIIe siècle av. J.-C. ils reçoivent déjà des importations d'autres ateliers comme Rosas avec le décor caractéristique de la palmette entourée de quatre palmettes radiales et entourées de rainures réalisées à la roue, Ibiza et Kouass. Par ailleurs, sont apparus deux fragments d'une amphore de type Trayamar I, provenant du monde punique.

### Objets métalliques

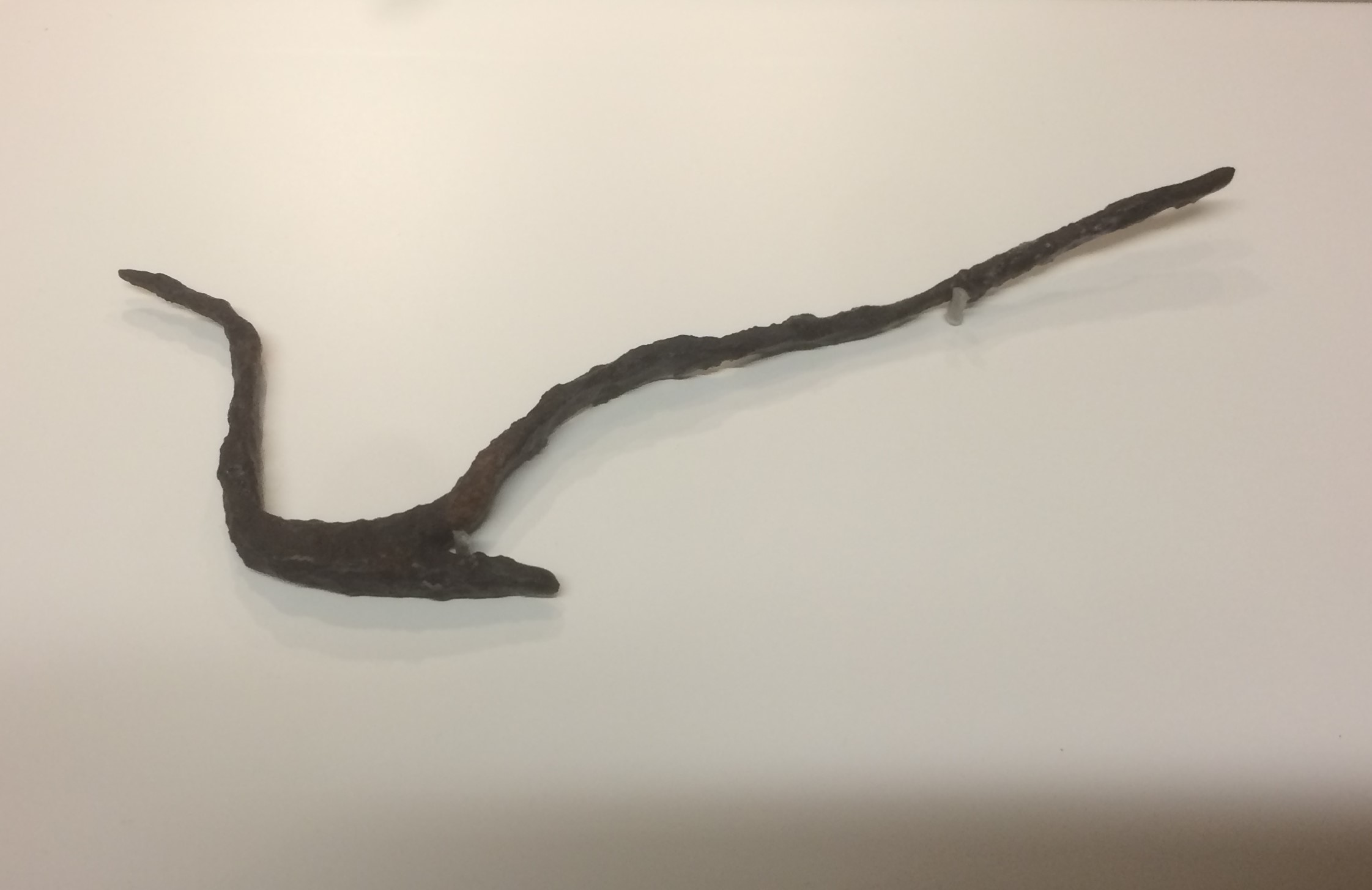
Araire votive en fer exposée au Musée de Préhistoire de Valence.

Les objets métalliques constituent une part importante des matériaux Covalta. Les métaux comme l'or, le bronze, le plomb et le fer ont été utilisés pour fabriquer aussi bien des objets prestigieux, comme une boucle d'oreille en or d'origine clairement punique, que des objets plus quotidiens allant des fibules, notamment en bronze, bien qu'on en trouve aussi en fer, de diverses types (double ressort, anneaux de La Tène et hispaniques), des objets pratiques tels que des jeux de poids de différentes tailles, en bronze et plomb, des récipients, des boucles, des boutons, voire des objets d'hygiène personnelle, comme des pinces à épilation, rasoirs, etc.
Le fer était largement utilisé pour fabriquer des outils destinés à des activités économiques telles que la menuiserie, la production d'ustensiles pour le travail du tissage ou encore des armes, même s'il était également utilisé pour les fibules. Également pour les outils agricoles, qui comprennent une charrue, un petit joug et des ciseaux courbés, dont la fonction était de nature votive et sont actuellement exposés au Musée de la préhistoire de Valence. Cette découverte fournit de grandes informations sur le travail agricole de la ville et peut donc être étendue à d'autres villes ibériques, puisqu'elle constitue un élément commun à plusieurs d'entre elles.

### Objets en pâte de verre

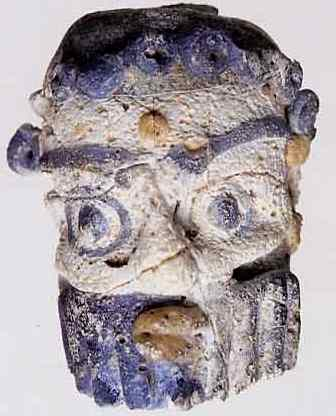
Tête barbue en pâte vitreuse exposée au Musée de Préhistoire de Valence(Ve siècle-IIIe siècle avant JC)

Ces types de matériaux sont liés à un groupe très restreint de personnes occupant une position élevée dans la société de la ville, car ils sont considérés comme des matériaux de grand prestige. Néanmoins, ils sont assez abondants à La Covalta et leur origine serait liée aux Phéniciens. Des colliers de perles, des sceaux et des pendentifs en verre de différentes nuances avec des scènes figuratives de haute qualité, représentant des animaux mythologiques comme un Pégase ou un Centaure, des récipients de formes diverses, principalement des bols, des bouteilles et des onguents, sont fabriqués à partir de ce matériau très attractif.
Se distingue une petite tête punique en pâte de verre vert et polychrome (blanc, jaune et bleu). La figure représente un homme aux cheveux bouclés, aux sourcils larges, aux yeux fous, au nez large, à la bouche aux lèvres proéminentes et à la longue barbe touffue peignée en boucles. Le front, le nez et les pommettes sont blancs ; cheveux et barbe bleu foncé brillant et lèvres jaunes. Ces petites têtes seraient créées et diffusées dans tout le monde phénicien et punique à caractère religieux et funéraire à vocation apotropaïque (IVe siècle av. J.-C.). Elles seraient accompagnées de colliers de perles en pâte de verre et de vases polychromes.

### Os, bois et ivoire

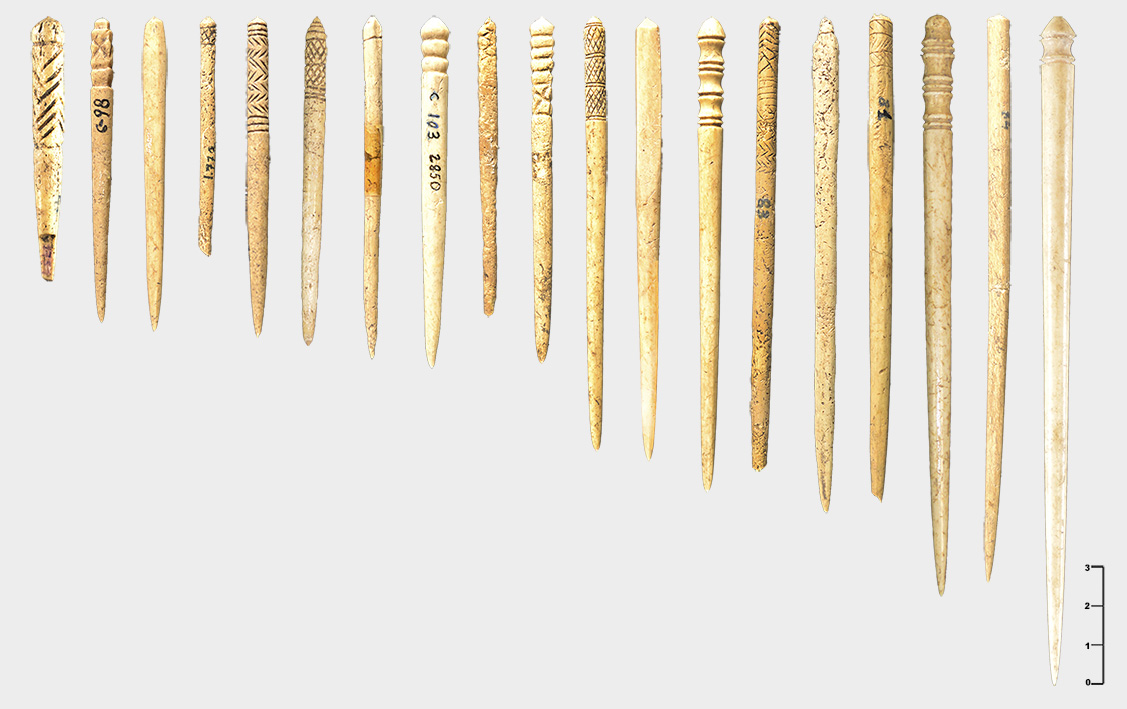
Épingles en os provenant du site ibérique de La Covalta.

L'os est la matière première la plus utilisée dans les pièces de La Covalta, bien que des bois de cerf (Cervus elaphus) et de chevreuil (Capreolus capreolus) travaillés aient également été documentés.
Des manches, des aiguilles, des épingles et des poinçons étaient sculptés avec ce matériau. Certaines d'entre elles présentent des décors de motifs géométriques incisés, mettant en valeur une épingle sculptée à tête en forme d'oiseau. Des preuves ont été documentées dans la ville du processus de fabrication d'outils en os et en bois de cerf, témoignant du travail artisanal de ces matières premières.

### Industrie lithique
L'industrie lithique n'est pas très nombreuse, mais on y trouve une abondance de petits éclats de silex, d'outils en calcaire destinés au fraisage des manches et des marteaux, des tranches de grès gris, parfois travaillées, et des haches en granit poli qui étaient emmanchées. Des fragments de la roche naturelle du terrain ont également été enregistrés, des roches granitiques perforées, des axes de diabase ou des galets calcaires, avec lesquels sont construits des jetons plats ou très plats à tendance circulaire ou ovale. De plus, de petits fragments de colorants ocre, brun et jaunâtre ont été retrouvés.

### Épigraphie
Trois pièces contenant du graphite écrit en langue ibérique ont été trouvées :
- Un fragment de plomb écrit : Il s'agit d'une plaque de 34 × 40 mm. Il est écrit recto-verso avec cinq lignes de texte identifiées en Écriture ibérique sud-orientale (IVe et IIIe siècles av. J.-C.). Il a été transcrit mais non traduit.
- Une fusaïole: Elle présente quatre graphites disposés dans la moitié inférieure de la pièce entourant son contour.
- Un fragment de céramique vernis noir : Les graffitis de cette pièce sont très mal conservés. Il existe des incisions sur la face externe, mais leur contenu n'est pas encore déchiffré.

## Importance de La Covalta pour l'étude de la culture ibérique

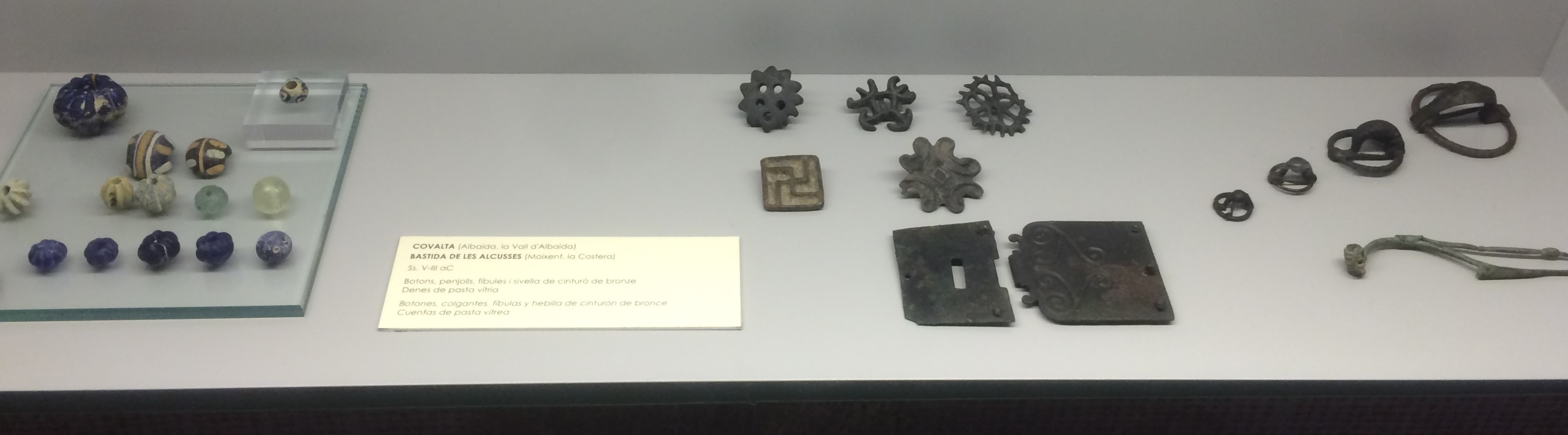
Vitrine du Musée de la préhistoire de Valence avec des matériaux de La Covalta.

L'étude de la ville ibérique de La Covalta revêt une grande importance dans l'étude de la culture ibérique, car la grande variété de matériaux qu'elle contient de toutes sortes apporte de grandes informations à sa connaissance, qui, avec d'autres villes ibériques de cette région, nous permettent de créer un horizon culturel entre les VIe et IIIe siècles av. J.-C.. De plus, La Covalta est l'une des villes dont l'occupation se produit en premier, avant même La Bastida de les Alcusses ou La Serreta de Alcoy, avec lesquelles elle présente de grandes similitudes, comme sa planimétrie.
Sa situation géographique est importante, où elle montre un grand contrôle sur le territoire, l'utilisation de la géographie comme défense et l'utilisation des ressources naturelles de l'environnement, même si cet aspect n'est pas encore très clair.
En outre, ce fut la première ville ibérique fouillée par Isidro Ballester Tormo (1917-1925), ouvrant la première ligne de recherche sur le monde et la culture ibérique, soutenue par le grand travail du Service de Recherches Préhistoriques de Valence et délivrant un grand nombre de publications pour faire connaître leurs documents.